# Kanton Pointe-Noire
Der Kanton Pointe-Noire war bis 2015 ein französischer Wahlkreis im Übersee-Département Guadeloupe. Er umfasste einzig die Gemeinde Pointe-Noire.